# Brooks Laich
Evan Brooks Laich, född 23 juni 1983, är en kanadensisk professionell ishockeyspelare som för närvarande är free agent. 
Han spelade senast för Los Angeles Kings och har innan det spelat för Toronto Maple Leafs, Washington Capitals och Ottawa Senators i NHL och på lägre nivåer för Toronto Marlies, Binghamton Senators, Portland Pirates och Hershey Bears i AHL, Kloten Flyers i NLA och Moose Jaw Warriors och Seattle Thunderbirds i WHL.
Laich draftades i sjätte rundan i 2001 års draft av Ottawa Senators som 193:e spelaren totalt.

## Statistik
| 1999–2000  | Tisdale Trojans      | SMAAAHL    | 57  | 51  | 52  | 103 | —   | —  | —  | —  | —  | —  |
| 2000–2001  | Moose Jaw Warriors   | WHL        | 71  | 9   | 21  | 30  | 28  | 4  | 0  | 0  | 0  | 5  |
| 2001–2002  | Moose Jaw Warriors   | WHL        | 28  | 6   | 14  | 20  | 12  | —  | —  | —  | —  | —  |
|            | Seattle Thunderbirds | WHL        | 47  | 22  | 36  | 58  | 42  | 11 | 5  | 3  | 8  | 11 |
| 2002–2003  | Seattle Thunderbirds | WHL        | 60  | 41  | 53  | 94  | 65  | 15 | 5  | 14 | 19 | 24 |
| 2003–2004  | Ottawa Senators      | NHL        | 1   | 0   | 0   | 0   | 2   | —  | —  | —  | —  | —  |
|            | Binghamton Senators  | AHL        | 44  | 15  | 18  | 33  | 16  | —  | —  | —  | —  | —  |
|            | Washington Capitals  | NHL        | 4   | 0   | 1   | 1   | 0   | —  | —  | —  | —  | —  |
|            | Portland Pirates     | AHL        | 22  | 1   | 3   | 4   | 12  | 6  | 0  | 0  | 0  | 0  |
| 2004–2005  | Portland Pirates     | AHL        | 68  | 16  | 10  | 26  | 33  | —  | —  | —  | —  | —  |
| 2005–2006  | Washington Capitals  | NHL        | 73  | 7   | 14  | 21  | 26  | —  | —  | —  | —  | —  |
|            | Hershey Bears        | AHL        | 10  | 7   | 6   | 13  | 8   | 21 | 8  | 7  | 15 | 29 |
| 2006–2007  | Washington Capitals  | NHL        | 73  | 8   | 10  | 18  | 29  | —  | —  | —  | —  | —  |
| 2007–2008  | Washington Capitals  | NHL        | 82  | 21  | 16  | 37  | 35  | 7  | 1  | 5  | 6  | 4  |
| 2008–2009  | Washington Capitals  | NHL        | 82  | 23  | 30  | 53  | 31  | 14 | 3  | 4  | 7  | 10 |
| 2009–2010  | Washington Capitals  | NHL        | 78  | 25  | 34  | 59  | 34  | 7  | 2  | 1  | 3  | 4  |
| 2010–2011  | Washington Capitals  | NHL        | 82  | 16  | 32  | 48  | 46  | 9  | 1  | 6  | 7  | 2  |
| 2011–2012  | Washington Capitals  | NHL        | 82  | 16  | 25  | 41  | 34  | 14 | 2  | 5  | 7  | 6  |
| 2012–2013  | Washington Capitals  | NHL        | 9   | 1   | 3   | 4   | 6   | —  | —  | —  | —  | —  |
|            | Kloten Flyers        | NLA        | 19  | 6   | 12  | 18  | 28  | —  | —  | —  | —  | —  |
| 2013–2014  | Washington Capitals  | NHL        | 51  | 8   | 7   | 15  | 16  | —  | —  | —  | —  | —  |
| 2014–2015  | Washington Capitals  | NHL        | 66  | 7   | 13  | 20  | 24  | 14 | 1  | 1  | 2  | 0  |
| 2015–2016  | Washington Capitals  | NHL        | 60  | 1   | 6   | 7   | 16  | —  | —  | —  | —  | —  |
| NHL totalt | NHL totalt           | NHL totalt | 743 | 133 | 181 | 324 | 299 | 65 | 10 | 22 | 32 | 26 |
| AHL totalt | AHL totalt           | AHL totalt | 144 | 39  | 37  | 76  | 69  | 27 | 8  | 7  | 15 | 29 |
| NLA totalt | NLA totalt           | NLA totalt | 19  | 6   | 12  | 18  | 28  | —  | —  | —  | —  | —  |
| WHL totalt | WHL totalt           | WHL totalt | 206 | 78  | 124 | 202 | 147 | 30 | 10 | 17 | 27 | 40 |